# Platyrhina hyugaensis
Platyrhina hyugaensis is een vissensoort uit de familie van de waaierroggen (Platyrhinidae). De wetenschappelijke naam van de soort is voor het eerst geldig gepubliceerd in 2011 door Iwatsuki, Miyamoto & Nakaya.